# Николай Евров (пианист)
Вижте пояснителната страница за други личности с името Николай Евров.
Николай Константинов Евров е български пианист и музикален педагог.

## Биография
Роден е на 18 ноември 1936 г. в Сливен. През 1960 г. завършва пиано в Държавната консерватория в София при проф. Люба Енчева. След това специализира при проф. Генрих Нейгауз в Консерваторията в Москва. От 1967 г. е преподавател в Държавната музикална академия, от 1976 г. е доцент, а през 1986 г. е избран за професор. Изнася концерти в Европа, Куба, Мексико, Австралия, Нова Зеландия, Япония, Близкия изток. Работи с диригентите Кирил Кондрашин, Пиетро Ардженто, Жорж Зипин, Теодор Кучар, Пиеро Гамба, Йосиф Конта, Мануел Дучесне. От 1986 г. е преподавател в клавирния отдел на Консерваторията в Сидни. Председател е на клавирното жури на Международния конкурс за пианисти и цигулари „Панчо Владигеров“ в Шумен. Провежда майсторски класове в София, Токио и Сидни.

## Награди
- През 1955 г. печели първа награда и златен медал от Световния младежки фестивал във Варшава;
- През 1959 г. печели награда от Международния конкурс „Маргарита Лонг-Жак Тибо“ в Париж;
- През 1961 г. печели награда от Международния конкурс „Лист-Барток“ в Будапеща.[2]